# 10176 Gaiavettori
10176 Gaiavettori este un asteroid din centura principală de asteroizi.

## Descriere
10176 Gaiavettori este un asteroid din centura principală de asteroizi. A fost descoperit pe 14 februarie 1996 la Cima Ekar de Maura Tombelli și Ulisse Munari. Asteroidul prezintă o orbită caracterizată de o semiaxă mare de 2,22 ua, o excentricitate de 0,21 și o înclinație de 5,7° în raport cu ecliptica.